# رالف برودل
رالف برودل (انگلیسی: Ralf Brudel؛ زادهٔ ۶ فوریهٔ ۱۹۶۳) قایقران روئینگ اهل آلمان شرقی بود.